# Bleptina quadripuncta
Bleptina quadripuncta är en fjärilsart som beskrevs av Alfred Ernest Wileman 1915. Bleptina quadripuncta ingår i släktet Bleptina och familjen nattflyn. Inga underarter finns listade i Catalogue of Life.